# Pedagogia reproduccionista
La teoria reproduccionista és una teoria educativa desenvolupada en el marc de la sociologia de l'educació que considera que l'escola té com a funció principal reproduir les relacions de poder. Estimen que l'escola és un instrument que exerceix el paper reproductor de les relacions socials i culturals dominants. Per tant, la teoria educativa de la reproducció ens intenta descriure i explicar el funcionament de l'escola des de l'àmbit reproductor.

## Context
Aquesta teoria va sorgir al final dels anys 60' i principis dels 70', principalment a França i als Estats Units, tot i això la seva influència va fer que s'acabés estenent per tot el món. Ens situem en un context de marxisme i desigualtat capitalista on emergeixen diversos plantejaments que analitzen el paper que l'escola juga en la reproducció social. La lluita de classes s'havia intensificat i, per tant, es va començar a qüestionar fortament, els ordres socials establerts. Temps després, aquests plantejaments, van ser catalogats com teories de la reproducció.

## Origen
El seu objectiu no era elaborar una teoria pedagògica pel fet que els seus interlocutors no eren pedagogs.
A causa d'aquesta falta de teories, va sorgir la pedagogia de la resistència, durant la dècada dels 70' i 80'. Els autors d'aquestes teories acordaven la funció reproductivista de l'escola, però posant èmfasis en la resistència com a transformació social dins de la institució escolar.
La introducció del reproductivisme va coincidir amb una etapa d'expansió educativa i canvis socials molt significatius: migració cap a les ciutats, industrialització, terciarització de la economia i les ocupacions, crisis polítiques degut a la impossibilitat d'estabilitzar un nou ordre hegemònic.
El seu punt de partida és el subjecte al qual se li nega tota la capacitat d'autonomia davant estructures com: la família, l'estat, l'escola... Tot i estar sotmès aquesta sèrie d'institucions, el subjecte té la capacitat de resistir. Tot i que, l'escola és un instrument més d'aquesta transmissió ideològica de poder, els subjectes involucrats en l'educació, tant educands com educadors, no només tenen la capacitat de resistir sinó també d'intervenir per canviar la realitat social, reaccionant així contra les imposicions de les relacions dominants.
La pedagogia reproduccionista ens proporciona direcció històrica, cultural, política i ètica dels involucrats en l'educació. A més, s'encarreguen que la gent s'adoni del paper de l'escolarització dins d'una societat capitalista.
També, molts partidaris del model reproduccionista consideren que existeix una correlació entre l'escola i el món econòmic anomenat economicisme o determinisme econòmic on tendeixen a explicar que tots els fenòmens socials són causa de les condicions econòmiques.

## Què estudia
Aquesta teoria no tracta d'analitzar les pràctiques escolars o el que succeeix a l'interior de l'aula, sinó que prenen el paper de l'escolarització com a funcionament de la societat.
Generalment, analitzen les escoles com a mecanismes de classificació, seleccionant grups d'estudiants i classificant-los segons la raça, la classe i el gènere.
Degut a això, molts pedagogs comparteixen la idea que l'educació ha d'impulsar un canvi social, que afavoreixi la disminució de desigualtats econòmiques, socials, de gènere, etc.

## Teories Crítico-Reproductivistes
- La reproducció segons Bourdieu i Passeron

Bourdieu i Jean-Claude Passeron en la teoria de la violència simbòlica (1979-1998) estesa en l'obra la Reproducció: elements per a una teoria del sistema d'ensenyança, sostenen que la societat està contínuament reproduint desigualtats que no les podem canviar.
Per a explicar aquest fenomen va ser necessari el desenvolupament de dos conceptes: l'arbitrarietat cultural, fa referència als sabers valuosos propis de la cultura dominant i la violència simbòlica, té com a finalitat principal controlar aquells que pensen d'una manera diferent, mitjançant l'autoritat pedagògica, que pretén imposar els valors com a objectius i que els estudiants adquireixen com a habitus d'un bon ciutadà, d'una manera no critica. Aquest habitus es realitza a través del treball pedagògic com a producte de la interiorització de l'arbitrarietat cultural i la transferència per crear noves pràctiques adaptades als principis d'arbitrarietat inculcats. Els autors diferencien entre el treball pedagògic primari, que es desenvolupa en la família i el secundari que es dona a través del sistema escolar. Així, el sistema d'ensenyament representa per els autors un dels vehicles fonamentals de la reproducció cultural com a forma de reproducció social, o en altres paraules la continuïtat de la dominació d'una classe o grup per sobre d'un altre.
Pel que fa al sistema educatiu, s'encarrega de diferenciar als subjectes com diferències escolars i no com diferències socials, què és el que realment són. Per aquest motiu, diferencia als alumnes segons la classe social a la qual pertanyen, assegurant una millora a aquells que formen part d'una millor classe social. Per tant, la reproducció està relacionada amb el poder entre les classes i els processos educatius, tenint en compte la importància del capital provinent de cada família com a èxit en l'escola.
Per aquests autors, l'acció educativa actua sobre aquells que arriben al sistema amb una educació adquirida per les seves famílies, aquesta dependrà del context sociocultural en què es trobin. Creien que les persones havien d'adquirir cultura en els centres educatius per formar part de la societat, per tant, aquells que no adquirien aquesta formació, eren exclosos, ja que el sistema els imposava una cultura dominant, que implicava renunciar a la mateixa cultura. Per aquest motiu, l'escola utilitza un procés educacional basat en l'adoctrinament. A més, l'escola implica la imposició d'una part de la cultura que ha de ser apresa per a tots els infants i actua amb naturalitat davant les diferències en els continguts adquirits per part dels diferents alumnes.
També premia a  aquells nens que tenen un nivell cultural més elevat. Per aquells nens que provenen de classes altes, els serà molt més fàcil aprendre la cultura assignada, ja que ha estat adquirida anteriorment. Mentre que els nens de classes inferiors, tenen un nivell cultural molt baix o gairebé irreconeixible, que acostuma ha desenvolupar el fracàs escolar i una baixa autoestima, a causa dels desavantatges i efectes negatius que provoca formar part d'una classe baixa. L'escola considera que el nen que no aprèn és perquè té problemes cognitius o simplement perquè no s'esforça.
La teoria se centra en la importància de l'educació, específicament en elaborar les bases educatives en què la clau de l'èxit està en l'escola. En aquesta, hi ha representacions de funcions o rols des dels diferents eixos. Les funcions o els rols es poden dividir en: el professor que té una funció inculcadora, és l'encarregat i el responsable de transmetre la cultura actuant com a mediador, l'escola que és la qui posseeix funcions ideològiques amb interessos socials, manté una rutina, basada a inculcar, transmetre i conservar la cultura sense acceptar cap mena de proposta i l'alumne és el responsable del seu aprenentatge, de manera constant i honesta, assumint així, el paper actiu, participatiu i col·laboratiu en les activitats proposades.
Entre altres llibres trobem: Los herederos i  El oficio del sociólogo.
- Baudelot i Establet i La escuela capitalista en Francia

Baudelot i Establet en el seu llibre La escuela capitalista en Francia van recopilar el resultat d'una investigació que van portar a cap. En el llibre, els autors coincideixen amb la idea que l'escola garanteix la reproducció de les relacions socials de producció al reproduir l'existència de classes socials en profit de les classes dominants. A partir dels resultats de la seva investigació, van demostrar que l'escola francesa tot i la seva aparença d'escola unificada estava dividida en dos grups oposats en la divisió social que recluten a públics diferents per l'origen de la seva classe. Més enllà dels esforços de la burgesia per presentar una escola única que contempla la igualtat y la diversitat de talents, aquesta només fa que reproduir la divisió de la societat en classes socials: la burgesia i el proletariat.
En efecte, no importa quant s'elevi l'obligatorietat escolar, ja que el 25% dels estudiants abandona l'escola quan compleixen l'edat d'instrucció obligatòria y el 50% ho fan als 4 anys següents. Només un 25% del total aconsegueix continuar els estudis superiors.
A més, aquesta divisió escolar fa que s'inculqui de forma diferent la ideologia de la classe dominant als que seran explotadors i als que seran explotats. La ideologia dominant es forma per a la submissió, presentant així als fills dels obrers com vulgaritzats. En canvi, forma a la burgesia per a la per a la interpretació activa com a actors d'aquesta ideologia. En aquest sentit, realitzen una crítica al plantejament de Bourdieu i Passeron. La dominació de la ideologia burgesa no es desenvoluparia de forma uniforme, sinó que implicaria establir diferencies ideològiques i culturals amb les diferències entre les dos classes fonamentals: la burgesia i el proletariat: l'escola constitueix un aparell utilitzat per les classes dominants per reproduir les relacions socials de producció. Que és el mateix que dir que l'escola és l'encarregada de garantir la continuïtat de les relacions socials d'explotació d'una classe per l'altre. Expressat d'una altra manera, les tres perspectives ens remeten a l'inici del apartat: comparteixen la idea que la superestructura és l'encarregada de reproduir les condicions estructurals dels sistema. Per a Althusser seran els aparells ideològics de l'Estat els encarregats de la reproducció social y, en especial, el sistema escolar; per a Bourdieu i Passeron és el mateix exercici de la violència simbòlica, fent de l'escola un lloc privilegiat que aconsegueix inculcar les arbitrarietats culturals com a justes i equitatives; per a Baudelot i Establet el mecanisme pel qual es porta endavant aquesta reproducció serà el caràcter dual de l'escola o el desdoblament de dos xarxes d'escolarització. 
D'aquesta manera, els tres plantejaments teòrics coincideixen que l'escola té per objectiu mantenir el predomini de la classe dominant sobre la dominada.
Baudelot y Establet afirmen que la ideologia del proletariat només sorgeix fora de l'escola. En primer lloc, sorgeix com a instint de la pròpia classe davant l'explotació que pateixen. No existeix a l'escola sinó sota la forma d'alguns efectes que es presenten com resistències, però el seu desenvolupament a l'escola s'encarrega de reprimir-los. A més, diuen que no es pot parlar del sistema educatiu completament adaptat al sistema econòmic i social, sinó d'un aparell escolar que es va transformant per garantir de millor o pitjor forma la dominació del proletariat per la ideologia burgesa. De fet, es reconeix que l'aparell escolar no té una eficàcia perfecta y això es deu, en part, a que la pròpia lluita de classes s'estableix com una altra escola totalment diferent per els proletariats que els permet eliminar parcialment la ideologia burgesa. Amb tot això podem fer referència a exemples de les revolucions contemporànies que s'estan donant en diferents països del món y que han tingut un fort impacte en la joventut escolaritzada. S'evidencien les contradiccions de la tasca ideològica de la classe dominant i que només a partir de la lluita de classes pot sorgir una ideologia que es contraposi, és a dir, una ideologia proletària que posi en qüestió la dominació burgesa.
- Paulo Freire i La educación práctica de la libertad

Paulo Freire dona resposta de forma admirable a la emergència de les classes populars de la historia llatinoamericana y a la crisis de les elits dominants per mitjà de la pedagogia. Per a aquest autor l'educació consisteix en un acte d'amor y coratge; és una pràctica de la llibertat dirigida cap a la realitat, a la qual no té por sinó que més bé busca transformar-la per solidaritat.
Els mètodes tradicionals d'alfabetització són instruments “domesticadors”. Freire considera que la alfabetització és l'única manera per aconseguir la integració de l'individu a la seva realitat i que perdi la por a la llibertat. En el procés d'alfabetització, l'educador “deposita” en aquells analfabets paraules, síl·labes i lletres. A més, creu que la consciència dels analfabets està oprimida i, per tant, aquesta alfabetització s'ha d'aconseguir per mitjà de la reflexió i l'acció per transformar la realitat.
A través de l'alliberació Paulo Freire postula que sorgeix un educador-educando amb un educando-educador. Això vol dir que ningú educa a ningú però que tampoc ningú s'educa sol, que els homes s'eduquen entre sí, mediatitzats pel món.
Aquesta teoria és, una "pedagogia del oprimit" on postula formes de ruptura, de canvi, de transformació a partir d'una nova pedagogía. A més, parla d'una educación que possibiliti al home per a la discussió de la seva problemàtica de forma valenta i que el col·loqui en el diàleg constant amb l'altre mitjançant mètodes i processos científics. Per tant, aquesta realitat serà més crítica i estarà sempre sotmesa a l'anàlisi.
Aquesta nova teoria pedagògica es pot relacionar de forma directe amb el reproductivisme, on tota comprensió de l'individu correspon abans o després amb una acció. Per a tot això és necessari que l'educació posi en la seva disposició mitjans amb els quals sigui capaç de superar la realitat ingenua en la qual es troben per adquirir una realitat més crítica. Tot això es pota conseguir modificant el programa educacional fent-la més activa i participant.
A través d'aquests canvis, l'analfabet començarà a canviar les seves actituds anteriors.
- Educació i força de treball

Un dels punts centrals dels plantejaments reproductivistes és el paper de l'educació en la determinació de l'estructura de la força de treball. Consisteix en sostenir que el sistema educatiu actua com un element diferenciador de la força de treball, oferint al mercat un conjunt ja estratificat en virtut de la selecció escolar. Aquest paper diferenciador del sistema escolar es troba senyalat en la piràmide escolar que es correspon estretament amb la piràmide ocupacional y que la diferenciació interna del sistema educatiu en modalitats, orientacions i carreres, es correspon amb les sortides ocupacionals.
Alguns autors reproductivistes van portar a cap una anàlisi a nivells encara més específics i van sostenir que l'educació no només ofereix una diferenciació global sobre la base dels anys d'estudi rebuts sinó que també proporciona els valors, les actituds i els esquemes de comportament més significatius per a  els llocs de treball.
Al final, el plantejament reproductivista sosté que el procés de selecció escolar és absolutament congruent amb les exigències de funcionament de l'aparell productiu i que aquestes exigències responen bàsicament a les necessitats de control i explotació que defineixen l'economia capitalista.
En definitiva, la correspondència entre anys d'estudi i l'assignació dels llocs de treball, a nivell és un fet històricament obvi. El peculiar de les últimes dècades, en canvi, ha estat la notable expansió quantitativa de l'educació i la creixent rigidesa en el mercat de treball.
Les diferències entre el ritme d'expansió educativa i el ritme de generació de llocs de treball estarien produint un fenomen d'homogeneïtzació en l'oferta de mà d' obra, que obliga el propi mercat a desenvolupar mecanismes diferenciadors amb relativa independència de la variable educacional. Un exemple visible d'aquest trasllat del procés diferenciador cap al mercat de treball és el que ha tingut lloc davant de la homogeneïtzació de la condició educativa d'homes i dones.
La discriminació s'efectua en el mercat de treball i no en el sistema escolar. Un altre exemple seria la discriminació per condició ètnica; als Estats Units, per exemple, la condició educativa dels negres s'ha equiparat progressivament a la dels blancs i, en canvi, la desigualtat en els ingressos es manté inalterada, ja que la discriminació segueix actuant des del mercat de treball. En la mesura en què la dona és discriminada per ser dona, el negre per ser negre o el pobre per ser pobre, amb independència de les seves credencials educatives, es posa de manifest més clarament el caràcter irracional de la discriminació.
La situació, però, no és estàtica. El sistema educatiu no perd fàcilment el seu caràcter diferenciador sinó que permanentment es recreen formes i mecanismes per restablir-lo. Respecte d'això, en  la "fugida cap endavant", cal recordar un treball relativament vell de Jean-Claude Passeron on postulava lúcidament la hipòtesi del trasllat de la funció diferenciadora d'un nivell educatiu a un altre, fent l'analogia amb el poder discriminador dels objectes . Quan l'ús d'un objecte es generalitza, perd la seva funció diferenciadora; de la mateixa manera, quan un nivell educatiu es generalitza, la diferenciació es trasllada al nivell següent. Per tant, es subestima el fet que no és el mateix diferenciar amb una població universalment alfabeta que amb una població universalment dotada de deu anys d'escolaritat. Davant d'aquesta situació, s'ha operat en el sistema educatiu una operació on el trasllat de la funció diferenciadora cap als nivells superiors està acompanyada per un buidament de contingut en els nivells que tendeixen a universalitzar-la.
- Louis Althusser i Ideologia i aparells ideològics de l'Estat

La teoria desenvolupada per Althusser en Ideologia i aparells ideològics de l'Estat, iniciant-se en l'anàlisi dels mecanismes de reproducció social culmina en la postulació d'una teoria de la ideologia en general.
Althusser afirma que, tal com havia plantejat Marx en la seva metàfora de l'edifici, la superestructura reprodueix l'estructura, però a manera de superació planteja que l'“autonomia relativa” de la superestructura amb relació a l'estructura li permet mantenir una capacitat de reacció pròpia, encara que no deixa d'estar determinada en última instància per l'estructura. A aquest fenomen és al qual denomina sobredeterminació. D'aquesta manera, per a ell la possibilitat de ruptura amb el mecanisme reproductor ve pel costat de la lluita de classes, que es dona en els aparells ideològics de l'Estat (AIE) però no sorgeixen d'ells.
L'autor defineix als aparells ideològics com a objecte i lloc de la lluita de classes la reproducció de la força de treball. És en el sistema educatiu capitalista on s'inculquen els sabers necessaris perquè cada grup - explotats, explotadors, agents professionals de la ideologia, s'ajusti als requeriments del rol que li correspon en la divisió social del treball. És per això que la materialitat de la ideologia es realitzaria, en les pràctiques individuals conscients, regulades per rituals inscriptors en els aparells ideològics. En aquest sentit, ideologia, pràctica i subjecte es constitueixen mútuament. És a dir, els subjectes són alhora destinataris, constituïts i suports materials, constituents de la ideologia.
A l'escola s'aprenen les "regles", els usos habituals i correctes, és a dir, els convenients, els que s'han d'observar segons el càrrec que està "destinat" a ocupar tot agent de la divisió del treball; regles respecte a la divisió tècnica-social del treball; regles, en definitiva, de l'ordre establert per la dominació de classe.
El funcionament de tota ideologia s'exerceix llavors en dues funcions: en el reconeixement ideològic que és l'efecte propi de la ideologia que imposa les evidències que els subjectes no poden deixar de reconèixer, precisament perquè no apareixen com a imposicions i són per tant desconegudes per aquests; i en la interpel·lació dels individus concrets com a subjectes concrets. Aquest últim constitueix el mecanisme de reclutament de la ideologia i suposa una relació en què els subjectes se sotmeten lliurement i reconeixen a un subjecte únic i absolut en el qual es veuen reflectits i reconeguts com a subjectes. Al mateix temps, els subjectes es reconeixen a si mateixos i entre si.
L'eficàcia dels mecanismes d'interpel·lació i reconeixement radica en la submissió dels subjectes en el nivell de la consciència/comportament com a garantia per a la reproducció de les relacions socials de producció, submissió que alhora és desconegut pels mateixos subjectes. A causa que “el reconeixement d'una existència no pot passar pel seu coneixement excepte dins dels límits d'un pensament confús”.
A través de la universalització sorgeix la idea del recobriment dominant de la ideologia a través dels mecanismes de reproducció de les condicions de producció de l'home.
Una reproducció de la seva submissió a la ideologia dominant per als obrers i una reproducció de la capacitat de manejar bé la ideologia dominant per als agents de l'explotació i de la repressió, a fi que assegurin també, mitjançant la paraula, la dominació de la classe dominant.
En el període històric precapitalista existia un aparell ideològic d'Estat dominant, l'Església, el qual concentrava en si no solament les funcions religioses, sinó també escolars i una molt bona part de les funcions d'informació i de la cultura dels aparells ideològics de l'estat, tot i que són derrotats en la individualitat, no són abolits de manera absoluta, ja que continuen emergint com a part del mecanisme de reproducció de les relacions de producció que designa la classe dominant.